# Amar (Film, 1954)
Amar (Hindi: अमर, amar) ist ein Hindi-Film von Mehboob Khan aus dem Jahr 1954. Er gilt als der Lieblingsfilm des Regisseurs.

## Handlung
Amar ist Rechtsanwalt und wird der schönen Anju versprochen, die einer reichen Familie entstammt. Doch dann versteckt sich in einer verregneten Nacht die Dorfschönheit Sonia in Amars Haus, die sich vor dem hinterlistigen Shankar in Sicherheit bringen wollte. Amar hört ihre Schritte im Haus und macht sie ausfindig. Von ihrem nassen Körper hingezogen, fällt er über Sonia her.
Sie flieht, erzählt jedoch aus Scham nichts von der Nötigung. Dennoch verweigert sie den Bund der Ehe mit Shankar zu schließen. Anju steht ihr hierbei zu Seite, vermutet aber, dass ihr Verlobter Amar auch dahinter steckt.
Seit einiger Zeit bemerkt Anju einige Veränderungen bei Amar: Er getraut sich nicht mehr einen Tempel zu betreten – weder alleine noch in Begleitung. Außerdem will er das Haus renovieren lassen, doch eines Tages bricht einiges zusammen und Amar zieht sich dabei einige schwere Verletzungen zu. Sonia, die sich in der Nähe aufgehalten hatte, versucht ihm zu helfen.
Amar wird ärztlich behandelt, während Sonia täglich im Tempel um Amars Genesung betet. Als Anju Sonia beten hört, weiß sie nun was sie mit Amar bindet. Sie löst die Verlobung auf und schenkt Sonia ihren Verlobungsring.
Es folgen weitere Dorfereignisse: Shankar wird ermordet und Sonia wird die Tat angehängt. Vor Gericht wird sie von Amar verteidigt, der den Prozess schließlich auch gewinnt. Am Ende des Prozesses vereint Anju die beiden und verlässt den Gerichtssaal.

## Musik
| Lied                       | Sänger              |
| -------------------------- | ------------------- |
| Oodi Oodi Chhai Ghata      | Lata Mangeshkar     |
| Khamosh Hai Khewanhar Mera | Lata Mangeshkar     |
| Jane Wale Se Mulaqat       | Lata Mangeshkar     |
| Radha Ke Pyare             | Lata Mangeshkar     |
| Insaaf Ka Mandir Hai Ye    | Mohammad Rafi, Chor |
| Tere Sadke Balam           | Lata Mangeshkar     |
| Ek Baat Kahon              | Asha Bhosle         |
| Na Milta Gham              | Lata Mangeshkar     |
| Na Shikwa Hai Koi          | Lata Mangeshkar     |
| Umangon Ko Sakhi           | Lata Mangeshkar     |

Die Liedtexte zur Musik von Naushad Ali schrieb Shakeel Badayuni.

## Hintergrund
Die Verbindung der melodramatischen Geschichte und einiger ungewöhnlicher surrealer Bilder macht den Film zu einer Ausnahme in seinem Genre. Dass er kommerziell erfolglos blieb, ist daneben auch auf die Negativ-Rolle des Stars Dilip Kumar und deren Nichtakzeptanz durch das Publikum zurückzuführen.

## Auszeichnungen
Filmfare Award 1956
- Filmfare Award/Bester Ton an R. Kaushik